# Odontosciara fulviventris
Odontosciara fulviventris är en tvåvingeart som först beskrevs av Christian Rudolph Wilhelm Wiedemann 1821.  Odontosciara fulviventris ingår i släktet Odontosciara och familjen sorgmyggor. Inga underarter finns listade i Catalogue of Life.